# El color de la venjança
El color de la venjança (títol original: Sin) és una pel·lícula nord-americana dirigida per Michael Stevens l'any 2003. Ha estat doblada al català.

## Argument
Quan la seva germana és brutalment violada i desapareix sense deixar rastre. Eddie Burns, un detectiu d'homicidis retirat, torna de nou al treball perseguint a un sàdic monstre. A poc a poc es veu embolicat al perillós món de la pornografia i les drogues, descobrint que té més en comú amb la seva presa del que ell pensava. Un dels dos serà castigat i l'altre serà alliberat però tots dos canviaran... per sempre!.

## Repartiment
- Ving Rhames: Eddie Burns
- Gary Oldman: Charlie Strom
- Alicia Coppola: Bella
- Kerry Washington: Kassie
- Bill Prudent: Cal Brody
- Chris Spencer: Vincent Peavey
- Gregg Henry: Conrad
- Arie Verveen: Marty
- Brian Cox: el capità Oakes
- Daniel Dae Kim: Lakorn
- Jeremiah Birkett: Wayne
- Ray Porter: Jeff